# Myrioblephara polytrochia
Myrioblephara polytrochia är en fjärilsart som beskrevs av Louis Beethoven Prout 1916. Myrioblephara polytrochia ingår i släktet Myrioblephara och familjen mätare. Inga underarter finns listade i Catalogue of Life.